# مطار جينغدي
مطار جينغدي (بالإنجليزية: Chengde Airport)‏ و(بالصينية: 承德机场) () مطار عام يقع بمدينة شنغد في خبي في الصين. يبلغ طول المدرج 2600 م .

## شركات الطيران والوجهات
| شركـات طيـران      | الوجهات |
| ------------------ | --- |
| 9 Air              | مطار قوانغتشو باييون الدولي، مطار حيفي شينكياو الدولي                                                                                |
| طيران الصين اكسبرس | مطار جينغديو الجديد، مطار تشونغتشينغ جيانغبى الدولي، مطار هاربين الدولي، مطار شيجياتشوانغ تشنغدينغ الدولي، مطار شيان شيانيانغ الدولي |
| Hebei Airlines     | مطار هانغتشو شياوشان الدولي، مطار شيجياتشوانغ تشنغدينغ الدولي، مطار شيامن قاوتشي الدولي                                              |

## وصلات خارجية
- http://www.flightstats.com/go/Airport/airportDetails.do?airportCode=